# 毒

GHSの高い急性毒性を示す標章

Directive 67/548/EECが定義する、EUでの一般的な毒のシンボル（2015年までの使用）。

毒（どく）、毒物（どくぶつ）は、生物の生命活動にとって不都合を起こす物質の総称である。
毒物及び劇物指定令が定める毒物については、毒物及び劇物取締法#分類を参照。
毒は、生命活動に芳しくない影響を与える物質の総称。その性質は毒性（どくせい）とよばれ、また毒性を持つもの（物体・生物問わず）は有毒（ゆうどく）と表現される。専門に扱う学問には毒性学がある。

## 定義
英語では広義の毒全てを総称して poison と呼ぶ一方、昆虫を含む動物が噛んだり刺したりすることによって注入する毒液を venom と呼ぶ。また19世紀に生まれた学術的な概念として、動物・植物・微生物を含む生物由来の毒を総称する toxin（毒素）という語もある。つまり、poison > toxin > venom の順に範囲が狭くなっている。
毒物が生体へ影響を与えるメカニズムは毒により異なるため、不都合の種類と程度は、毒の種類とこれを与えられた生物とにより多様である。また、植物の場合はヘビやハチなどの能動的な攻撃と違い、食べられないようにするためなどの受身的な性格が強い。
また、その物質が微量だけ存在することは生物にとって必要だが、一定量以上ある場合には毒として働く物質もある。例えば、ミネラルの一種のカルシウムは骨の形成に必要であるが、摂取しすぎると腎臓を傷めることになる。また、ビタミンAなどは不足すれば失調するが、過剰摂取でも様々な疾病の原因ともなる。
解毒と呼ぶとき、伝統的な医学では薬物やエタノールを毒とする一方、一般に広まった食事法が想定する毒とは、汚染物質、残留性有機汚染物質 （POPs） など合成化学物質、重金属、加工食品、その他の潜在的に有害な製品を包含する言葉である。人体に重篤な影響を与える毒に対して、別の薬物を投与して無害化し、影響を抑えることを解毒という。
ただし、毒物も生物の生理機能に与える影響が強烈であるというだけであり、これの作用を量を計り意図的にコントロールすることで医薬品として用いられている製品も多々存在する。過去に発見された様々な毒物（特に生物由来の毒）も、各々医療面での利用方法が研究されており、トリカブトやガマガエルの毒も、古くから漢方薬などで利用されていたことが知られている。ケシ科の植物に含まれる物質も麻酔薬、麻薬の成分になり、医療用麻薬として手術や疾病の疼痛緩和に使われるが、過剰摂取等をすると依存症（所謂中毒になるため、法律で規制している）になり、死亡したりする。

### 選択毒性
ある生物にとっての毒が別の生物には毒でないこと（選択毒性）もある。これは、下等生物にはほぼ作用しない特性があり、結果として護身の役割を果たしていると考えられている。
例えばアブラナ科植物に含まれるイソチオシアネート類やネギ科のアリル化合物類、カフェイン、テオブロミンなどはかなりの動物に対し猛毒であるが、ヒトでは摂食するに問題ない程度に無毒化できる。タマネギ、ニンニク、ニラなどのネギ属に含まれるアリルプロピルジスルファイドなどがヘモグロビンを酸化することにより、溶血性貧血を起こし、ネコやイヌ、ウサギではごくわずかな欠片や、だし汁などでも中毒を起こして死亡することもある。
また、抗生物質は細菌にとっては毒だが、その他の生物には害を与えることなどはない。同様の選択性は多々あり、除虫菊のようにピレスロイドは、昆虫には致命的な毒が哺乳類やヒトにはほとんど無害であったり、逆に破傷風毒素やストリキニーネは、昆虫より哺乳類に1,000倍から1万倍毒性が強い。ダイオキシンはモルモットとハムスターで数1,000倍と毒性の差があり、物質によっては哺乳類同士であっても毒性が大きく異なる。ヒトへの外挿を目的とした動物実験においては、この選択毒性を注意する必要がある。

## 「毒」の基準・種類
その用量によって薬と毒が表裏一体であることは、2世紀のインドの仏教僧龍樹の『大智度論』に「大薬師のよく毒を以って薬と為すが如し」と記されるように古くから認識されており、13世紀の日本の仏教説話である『沙石集』巻1・10話にも「下医は薬を毒となし、上医は毒をもって薬となす。中医は毒を毒となし、薬を薬となす」と記すように、藪医者が用量を誤る医療ミスについて指摘をしている。
16世紀に活動した医師パラケルススは、「すべての物質は有害である。有害でない物質はなく、用量に依って毒であるか薬であるかが決まる」と説いている。現代の毒性学でも、ほとんどの物質は『多かれ少なかれ毒性がある』とするのが、基本的な考え方である。砂糖や塩とて、大量摂取すれば危険だが、これらは毒とは言わない。毒とは、だいたい後述の毒物や劇物に相当する程度の毒性があるものと考えられている。
日常的に「毒」と称するのは、急性毒性あるいは慢性毒性を有する物質だが、そのほかに発癌性、催奇性、生殖毒性など（特殊毒性と総称する）を有する物質も多く、極端な例としては発生段階に於いて強力な催奇性を示すが、そのほかの毒性（副作用）はごく弱いサリドマイドがある。
毒は恒温動物には備わる例が少なく、変温動物や昆虫類、貝類などに多い。フグ毒は、テトロドトキシンといい、神経電流を遮断するため、心筋を含めた骨格筋を麻痺させる作用がある。フグの種類・部位（各々の組織・器官）ごとに毒性の調査がおこなわれており、いわゆる『谷の日本産フグの毒力表』では部位10グラム以下で致死的なものを猛毒、10グラム以下で致死的にならないものを強毒、100グラム以下で致死的にならないものを弱毒、1,000グラム以下で致死的にならないものを無毒と定義して一覧表が用いられてきた。
このため、毒をもつフグであるが、毒を含まない（ないし食用としても問題ない）部位を食用とし、有毒な部位は廃棄する。ゆえにフグの調理には専門知識を必要とし、日本では都道府県の条例で定められたふぐ調理師の免許が無いと、顧客に料理を提供できない。

## 毒の発生源
外敵から身を守るため、あるいは獲物を確実に捕らえるために様々な生物が毒を持っていて、生体由来の毒は自然毒とも呼ばれる。生物自身では毒素を生産する機能はないものの捕食した獲物から毒素を貯蓄する場合もある。代表的なものとしては貝毒や有毒フグで、餌としたプランクトン由来の毒物質を生物濃縮により濃度を高め体内に蓄積している。例えば、フグ毒のテトロドトキシンは人間を含む他の動物には致命的な毒であるのに、フグには害を及ぼさない（これは自然条件下での蓄積量の場合であり、一定以上に高濃度のテトロドトキシンに晒すとフグも中毒死する）。また、毒蛇の毒（ヘビ毒）は消化液が変化し、専用の器官に蓄えられた物である。
産業用に作り出された化合物が意図せぬ有害な作用を持つ場合もあれば、化学兵器として用いるために強力な毒性をもった化合物を積極的に作り出す場合もある。また何らかの人間の活動で意図されず生産されてしまうことがある。公害における鉱毒や環境汚染などはその最たる例と言えよう。この他、地中深くにあって普段の環境では接することの少ない鉱物などは人間を含む自然環境にいる生き物にとって有毒な場合もしばしばである。これは環境に普遍的にあれば淘汰なり免疫なりで対処方法も発達したであろうが、従来環境では隔離されていた物質に触れることで害を受けたケースだといえる。

## 毒性検査
毒には核物質（Nuclear）、生物物質（Biological）、化学物質（Chemical）などの種別があるが、化学物質は即効性で大量の患者が発生するため、早急な原因物質の同定を行い、治療方針を立てるための情報とする必要がある。気化しやすい化合物の検査には、ガスクロマトグラフ、また高速液体クロマトグラフなどが使用される。
厚生労働省は、1998年の和歌山毒物カレー事件を契機に全国の救命救急センターに毒劇物解析装置を導入した。ただ、分析機器を使用してすべての原因物質が判るわけではない。
救急医療現場では臨床現場即時検査（Point of Care Test: POCT）の需要がある。簡易検査としては、古くから利用されている化学反応（呈色反応）や免疫反応が利用される。
このほか、ガス検知管、試験紙、水質検査キットなどを用いる方法がある。

## 法律

毒薬の容器、被包の表示例

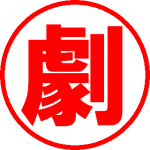
劇薬の容器、被包の表示例

GHSの低い急性毒性などを示す標章

日本においては、毒物及び劇物取締法および毒物及び劇物指定令で、医薬、医薬部外品用以外の、人間にとって毒にあたる工業用・産業用・実験用の物質を、生命により重篤な影響を及ぼす毒物と、毒物ほどではないが不都合を与えうる劇物に分類して、その製造・輸入・販売・輸送・保管などの取扱い方法を規定し、制限を加えている。これらの物質の包装及び被包には「医薬用外」と表示し、毒物の場合は赤地に白文字で「毒物」、劇物の場合は白地に赤文字で「劇物」と表示することや、製造や管理の方法、所持・使用できる条件などを保健衛生上の観点から定めている。また、1回に5,000kg以上の指定毒物、劇物を車両で運搬する場合、0.3メートル平方の板に地を黒色、文字を白色として「毒」と書いた標識を車両前後の見やすい箇所に掲げることや、事故時の応急措置などを記載した書面や保護具を備えることが定められている。
また、医薬品医療機器等法では、医薬品に指定されている物質のうち、効能を示す量と毒性を示す量の差が小さい物を毒薬、劇薬としてその取り扱いに制限を加えている。また、毒薬は黒地に白枠、白字をもって、その品名及び「毒」の文字が記載されていなければならず、劇薬は白地に赤枠、赤字をもって、その品名及び「劇」の文字が記載されていなければならないと定めている。
（一般では「毒薬」は「生物を殺す薬」を指す場合が多い。しかし、法令上及び医療の世界では「治療や検査等に用いられる医薬品のうち、その毒性の高さから指定を受けているもの」を示す。つまり、医師から処方された「毒薬」を日常的に服用している患者も普通に多数存在している。意味の混同に注意）
そのほか、有毒物質は種類により食品衛生法、化学物質の審査及び製造等の規制に関する法律（化審法）、労働安全衛生法、農薬取締法によって規制される。また、化学品の分類および表示に関する世界調和システム（GHS）では、毒物・劇物を含む、指定の化学品の容器のラベルにその危険性・有害性がよく分かるように「危険」の文字、標章（ピクトグラム）および表示対象化学物質名称を付け、有害性情報と危険性情報および取り扱い方法を文字で示すことが義務づけられており、高い急性毒性をもつものは赤い菱形の枠の中に黒い髑髏、低い急性毒性をもつものは赤い菱形の枠の中に黒いエクスクラメーションマークを描いた標章が示される。

## 利用
毒性物質のいくつかは、原料や反応の中間体など様々な形で利用されている。毒性物質を服用させて殺害する毒殺は、歴史的に幅広く用いられた利用方法である。一方で苦痛を引き起こさない毒は安楽死にも使われる。また殺虫剤や抗生物質は、選択毒性を利用して特定生物のみを環境中から排除するために用いられる。かつては船舶の船底や定置網にフジツボなど海洋生物が付着するのを防ぐ意図で有機スズ化合物を含む塗料が用いられたが、これは海洋汚染を引き起こす原因として禁止されるようになった。
毒性物質の利用例として、工業製品の製造や日常生活等で目にするもののいくつかを挙げる（もっとも、これらは有用な物質が偶々毒劇物であったにすぎず、毒性を利用した例ではない）。
- アルシン（毒物） - 半導体の製造（n型シリコン膜の形成）
- アンモニア（劇物） - 窒素肥料の製造
- シアン化ナトリウム（毒物）、シアン化カリウム - めっきの溶液
- ジボラン（毒物） - 半導体の製造（p型シリコン膜の形成）
- テトラクロロエチレン - ドライクリーニングの溶剤
- 鉛二酸化鉛 - 鉛蓄電池の電極
- 二硫化炭素（劇物） - ビスコース（レーヨンを得るための中間生成物）

人体に影響を及ぼす成分であることを逆に利用することで、医療の世界で医薬品等として用いられている物質もある。以下はその例である。
- ボツリヌス菌が産生する毒素を極めて微量に筋肉内へ注射すると、筋肉の動きが抑えられる。ボトックスという名称で知られており、局所ジストニアなど攣縮性疾患の治療や美容形成外科に用いられている。
- ナス科の植物（ハシリドコロ等）に含まれる自然毒の成分である、アトロピン及びスコポラミンは、日本薬局方に収載されている医薬品でもある。
- 蛇毒は、血栓防止薬の利用や、神経のメカニズムや重症筋無力症の研究に使われている。

なお植物に含まれる他の生物に影響を与える成分が、「たまたま人間の役に立つ」場合もあり、これらはいわゆる薬草となる。キニーネはマラリア治療に効くことで知られ、元々は19世紀後半にオランダがキナの樹の大規模栽培に成功し、その後アフリカでの植民地政策で、プランテーションの道具として使われた。

## 代表的な毒

### 単体
- フッ素 （F2）、塩素（Cl2）、オゾン（酸素の同素体、O3）、リン（白リン・黄リン、P4）など
- ベリリウム（Be）、セレン （Se）、ヒ素 （As）など
- カドミウム （Cd）、水銀 （Hg）、鉛 （Pb）、タリウム （Tl） など
- プルトニウム （Pu）、ポロニウム （Po） など

### 無機化合物
- フッ化水素 （HF）、シアン化水素 （HCN）、硫化水素 （H2S）、一酸化炭素 （CO）など
- シアン化カリウム（青酸カリ、KCN）、シアン化ナトリウム （NaCN）、水酸化ナトリウム（苛性ソーダ、NaOH）、アジ化ナトリウム （NaN3）など
- 塩化水銀（II）（昇汞、HgCl2）、二クロム酸カリウム （K2Cr2O7）、テトラクロリド金（III）酸 （HAuCl4）、硝酸銀（I） （AgNO3） など

### 有機化合物（生物由来）
- アコニチン、イボテン酸、エキサイトトキシン、エラブトキシン、クラーレ、グラミシジン、コルヒチン、サキシトキシン、シガトキシン、シクトキシン、テタノスパスミン、テトロドトキシン、ドウモイ酸、トリゴネリン、ニコチン、パリトキシン、ボツリヌストキシン、ムッシモール、リシンなど

### 有機化合物（合成物）
- VXガス、サリン、ソマン、タブン、ホスゲンなど
- ダイオキシン、トルエン、ポリ塩化ビフェニル、ビスフェノールA、モノフルオロ酢酸、塩化メチル水銀、テトラエチル鉛など

## ヒト以外にとっての毒
毒性は、生物種によって大きく異なり、ある生物種にとっては無害でも、別の生物種にとっては猛毒であるものすらある。これを利用して、人体に害の少ない殺虫剤、除草剤、抗菌剤などが開発されている。また特定の動物種を殺害するために使用する毒を殺藻剤、殺鳥剤、殺鼠剤、殺魚剤などという。
生物種による毒性の違いはヒトと生活を共にするコンパニオンバード、コンパニオンアニマルで問題となることがある。例えば、イヌやネコにとって、またインコなどの鳥類などでもタマネギ（ネギ類全般があてはまる）に含まれる硫黄化合物は、赤血球を溶解し溶血性貧血を引き起こすため毒となる（タマネギ中毒）。また、カカオおよびそれの精製品チョコレート、ココアに含まれるテオブロミンやカフェインも、イヌやネコが摂食すればチョコレート中毒（テオブロミン中毒）を起こす。小形インコなどでは死亡することが多い。インコ、オウムなどを飼育する愛好家、イヌ、ネコなどの飼育家には、ペットなどにアボカドが非常に強い毒を持ち、購入しないことが守られている。アボカドの場合ヒトを含む霊長類以外には、食することはできない。霊長類だけがアボカドの毒に対する、酵素を持ち併せているためである。
植物や海藻では、他の植物の成長を抑制したり、生えさせない能力として、アレロパシーがある。
毒耐性
毒耐性を獲得した動物は、毒素が神経受容体に結合するのを阻止する機構を持つ。以下に特定の毒に対して耐性を獲得した生物を参考に列挙する。
- コアラ ‐ ユーカリの青酸化合物に耐性を持つが、毒を分解するために長時間の睡眠を必要とする[8]
- ミーアキャット ‐ 毒のある生物（サソリ、蛇）を好んで食す。遺伝子レベルで耐性があるが、食べ過ぎると体調を崩す[9][7]。
- キンイロジェントルキツネザル ‐ 青酸が含まれるタケノコを食べる[10]。
- ビルマニシキヘビ、モール・スネイク ‐ 神経受容体が負の電荷に帯びることで神経毒に対して抵抗をもつ[11]。
- マングース - 神経受容体に枝のような突起物構造をもって対抗[11]。
- 鹿やリスは、他の動物にとって有毒なベニテングダケなどを安全に食すが、これはキノコの胞子散布に貢献しており、これらの動物にのみ食べられるよう進化した結果ともみられる[12][13]。
- 上記、鹿とニホンカモシカはケシ科タケニグサ属のタケニグサ、ケナシチャンパギクを食べている。ニホンカモシカは以前より普通に食べていたが、鹿=ニホンジカはあまり好まなかったので、鹿不嗜好性植物として、鹿の食害が多く発生する地区の緑化用に種子を機械で人口散布して、盛土高架や堀割の新設高速道路、鉄道線路敷きへ先駆植物の性質を利用した緑化が行われてきたが、2010年頃より鹿が好んで食べるように変わってきたことが観察されている[14][15]。
- キバラモクメキリガ、ゴボウトガリヨトウの2種の夜盗虫が、同じく上記ケシ科タケニグサ属のタケニグサ、ケナシチャンパギクを幼虫が孵ると食する。キバラモクメキリガは葉を、ゴボウトガリヨトウは茎を食べる。キバラモクメキリガは他の有毒植物（タバコ）にも卵が産まれ、葉を食べる[16]。

## 有毒生物
棘や牙により毒液を注入するものと、経口摂取や皮膚接触で、体内に取り入れることによって中毒症状が現れるものがある。生物が作り出した毒は生物毒という。
一部の動物は、本来毒を持っていなかったが、餌に含まれる毒由来で、生物濃縮の結果として毒を持つ場合がある。例として、フグ毒、貝毒、ツメバガンのカンタリジン、ヨーロッパウズラのcoturnismなど。また、タコがクラゲの毒のある触手を持って身を守ったり、一部のウミウシなどが餌がもっていた敵に毒針を刺す器官の刺胞を流用する盗刺胞という生態も確認される。

### 動物
- 哺乳類 — カモノハシ、ソレノドン、ブラリナトガリネズミ、スローロリス属
- 鳥類 — ピトフーイ、ズアオチメドリなど毒鳥（英語版）
- 爬虫類 — コブラ科全種、クサリヘビ科全種、ナミヘビ科の一部、ドクトカゲ科全種
- 両生類 — アカハライモリ、ヤドクガエル、ヒキガエル等、多くの種が毒を保有していると考えられている。
- 魚類 — アイゴ、エイ、オニオコゼ、オニダルマオコゼ、ゴンズイ、ツムギハゼ、ハオコゼ、フグなど（接触すると毒となるen:Venomous fish、食べると毒となるen:Poisonous fish）
- 軟体動物 — イモガイ、ヒョウモンダコなど
- 節足動物 — クモ、サソリ、ムカデなど
  - 甲殻類 — スベスベマンジュウガニ
  - 昆虫類 — アオバアリガタハネカクシ、アリ、チャドクガ、ツチハンミョウ、ドクチョウ、ハチなど
- 刺胞動物 — サンゴイソギンチャクやスナイソギンチャクなどのイソギンチャク類、カツオノエボシなどのクラゲ類

### 植物
様々なアルカロイドによる毒性が知られる。有毒植物の項を参照。

### 菌類
- キノコ類 — カエンタケ、カキシメジ、クサウラベニタケ、コレラタケ、シャグマアミガサタケ、タマゴタケモドキ、タマゴテングタケ、ツキヨタケ、テングタケ、タマシロオニタケ、ドクササコ、ドクツルタケ、ドクヤマドリ、ニガクリタケ、ニセクロハツ、ベニテングタケ、ワライタケなど
- カビ — カビ毒（マイコトキシン）

### 原生生物
- 赤痢の様な症状（いわゆるアメーバ赤痢）を起こすアメーバなど

### 毒性の強さをあらわす指標
毒の強さの単位として LD50（50% lethal dose／詳しくは致死量を参照）がある。対象の動物に毒を注射して試験期間内にその半数が死ぬ量をあらわす。
ちなみに、LD50が最も小さい、すなわち最も強い毒はボツリヌス菌の産生する毒素、ボツリヌストキシンである。その毒性は極めて強く、ネズミに対する最小致死量は0.0003 μg/kg。
そのほか、動物では、ウミヘビ、サソリ、スナイソギンチャク（パリトキシン）、フグ、モウドクフキヤガエル（バトラコトキシン）が最も強い毒をもつとされている。

## 解毒剤
いくつかの毒には、特定の解毒剤が存在する。
| 毒/薬剤                                                         | 解毒剤                                                                     |
| --------------------------------------------------------------- | -------------------------------------------------------------------------- |
| アセトアミノフェン                                              | N-アセチルシステイン（en:N-acetylcysteine）                                |
| ワルファリンのようなビタミンK抗凝血薬                           | ビタミンK                                                                  |
| 麻薬による呼吸抑制作用                                          | ナロキソン                                                                 |
| 鉄 （そしてその他の重金属）                                     | デフェロキサミン、デフェラシロックス（en:Deferasirox）またはデフェリプロン |
| ベンゾジアゼピン                                                | フルマゼニル                                                               |
| エチレングリコール                                              | エタノールまたはフォメピゾール（en:fomepizole）及びチアミン                |
| メタノール                                                      | エタノールまたはフォメピゾール及びフォリン酸                               |
| シアン化物                                                      | 亜硝酸アミル、亜硝酸ナトリウム及びチオ硫酸ナトリウム                       |
| 有機リン酸エステル                                              | アトロピン及びプラリドキシムヨウ化メチル                                   |
| マグネシウム                                                    | グルコン酸カルシウム                                                       |
| カルシウム拮抗剤（ベラパミル、ジルチアゼム）                    | グルコン酸カルシウム                                                       |
| 交感神経β受容体遮断薬（プロプラノロール、ソタロールen:Sotalol） | グルコン酸カルシウムまたは/及びグルカゴン                                  |
| イソニアジド                                                    | ピリドキシン（ビタミンB6の一種）                                           |
| アトロピン                                                      | フィゾスチグミン                                                           |
| タリウム                                                        | 紺青                                                                       |
| フッ化水素酸                                                    | グルコン酸カルシウム                                                       |

### 経口毒の解毒
催吐（水・油・でんぷん・牛乳を飲ませて吐かせる）が有効な場合もあるが、タバコなどの固形物の誤飲などは溶けだして余計に酷くなる場合があるため確認が必要。胃洗浄、活性炭（活性炭の頻回投与、Multiple doses of activated charcoal）、下剤、腸洗浄
家庭に置かれる催吐薬としてトコンシロップは、化学物質や毒物を吐き出すのに使用されてきたが、初期段階（誤飲して30‐90分以内）なら効果が望めるものの、潜在的に副作用や吐くのが望ましくない状況で使用される場合があるため、電話などで緊急医療スタッフなどの指示が望めるなら指示に従って使用されることが望まれる。

### その他の解毒
血液から毒素を取り除く方法として透析、アフェレーシス（血漿交換などの血漿浄化療法）がある。

## 毒と文化
毒のもつ様々なイメージが広く大衆に流布され、あるいは誇張された幻想が一人歩きしだすと、一種の文化性すら発揮することもあった。こういった毒物の文化性に関しては、これに影響された文学など芸術方面にも関連するものは枚挙に暇が無い。人類の歴史においても、様々な毒に関する影響が散見される。
その一方で近代科学の観点から毒の利用で医学が進歩したりといった影響もあるが、古くは毒の害を避けるための実際的な活動はもちろんのこと、様々な呪術的行為も存在していた。

### 毒と食文化
食物において、品種改良以前の原種または改良後においても毒を持つものが多い。食品衛生の分野では自然毒と呼ぶ。権力者は、食べる前に毒見という役職に食べさせて問題がないか確認してから食べた。また、銀食器が毒物に反応して黒色になると信じられ、毒よけに用いられた。
- フグでは有毒部位の除去で食用に、フグは無毒の餌で育てた場合は毒をもたない[25]。
- 水にさらしたり、渋切り（水から茹でて茹で水を捨てる）にて[26]、水溶性有毒物質を取り除く
  - キャッサバなどシアン化合物を含む有毒のイモを主食としている場所では、イモを粉砕し水にさらして水溶性有毒物質を取り除き、可食できるデンプンのみを取り出す食文化を持つ[27]。
  - 輸入シアン化合物含有豆（サルタニ豆、サルタピア豆、バター豆、ペギア豆、ホワイト豆、ライマ豆）を渋切りや煮熟で無毒化した餡にする[28][29]。
  - 同様の手法はドングリやトチノキなど、そのままではとても食用にはできない食材の渋抜きにも応用される。
  - ヨーロッパの一部では、毒キノコであるシャグマアミガサタケが缶詰、警告付きで生の状態で販売される。このキノコには毒であるギロミトリン（英語版）が個体により致死量含まれており、食べる前に茹でて水を捨てて、すすがないとならない[30][31][32][33]。
- 有毒なものを無毒化した食品
  - 河豚の卵巣の糠漬け
  - 梅干し ‐ 梅には青酸配糖体アミグダリンが含まれる。砂糖・塩などに漬けて熟成させることで無毒化。
  - ハカール - 毒（尿素とトリメチルアミン-N-オキシド）を持ったニシオンデンザメを血抜きして、砂に埋めて発酵させることで無毒化。
  - ウナギ ‐ 血抜きと加熱で食用とする。
- 調理せず食べると毒になる植物
  - ジャガイモ、ギンナン、ワラビ、ゼンマイ、ダイズ

### 「ぶす」と毒
日本では古来より、トリカブトから得た毒を「附子」（ぶし）と呼び、狩猟に用いてきた歴史がある。
この附子は神経毒の一種で、中枢神経を冒す作用があり、軽度の中毒では、顔面筋肉の運動が減って無表情になる。醜女を意味する「ブス」の語源は「毒を盛られて醜くなった容貌」から来るという論説がある。
また、漢字の「毒」に「ぶす」という訓も存在する。名字（姓）や地名に「毒島」、「悪島」（ともに“ぶすじま”）などがある。

### 著作
- 澁澤龍彦『毒薬の手帖』

### 事件
- トリカブト保険金殺人事件 - トリカブトとフグの毒の特性を利用して、3人が殺害された事件
- 地下鉄サリン事件 - オウム真理教信者が帝都高速度交通営団の電車内で、サリンを撒いた毒ガス事件

### その他
- 財団法人日本漢字能力検定協会の1998年（平成10年）の「今年の漢字」として「毒」が選ばれた。

## フィクションにおける毒
フィクション作品において登場する毒は成分がはっきりしている場合もあれば単に毒と言われることもある。色は緑色や紫色で描かれる場合が多い（特に単に毒と言われている場合）。
ロールプレイングゲームなどでは毒状態や毒属性が登場している。毒状態はロールプレイングゲームではよくある状態異常でありこの状態は「戦闘中にターンごとにダメージを受ける」「フィールドで歩くたびにダメージを受ける」などという設定になることが多い。毒属性は属性の一つで毒属性が弱点の敵もいれば毒属性の攻撃を半減・無効化・吸収してしまう敵もいる。また一部のゲームでは、毒状態の敵に大きなダメージを与える攻撃や、毒状態になると逆に回復するなどといった独特な仕様設定もある。
推理小説
推理小説で使われる毒の定番は青酸カリ（シアン化カリウム）であるが、青酸カリは空気中の炭酸ガス（二酸化炭素）と反応して無害な物質に変化し、味に違和感も感じ、救命手段もあり、入手経路も限られ、検出方法も発達して毒の成分から入手経路も割り出せることから、模倣殺人は起きづらい薬剤である。

## 慣用句
- 毒々しい
- 毒にも薬にもならぬ
- 毒を食らわば皿まで
- 毒の試み
- 毒突く
- 毒を言う／毒を吐く
- 毒舌／毒舌家
- 毒を以って毒を制す
- 毒を盛る（飼う）
- 毒気を吹き込む
- 毒気を抜かれる
- 宴安は酖毒
- 薬も過ぎれば毒となる
- 聞けば気の毒見れば目の毒
- 毒まんじゅう

## 派生した用法
- ポイズンピル（毒薬条項） ‐ 企業の買収防衛策
- 中性子毒（キセノン毒作用） ‐ 原子炉で生成された副産物キセノン135などにより核反応が阻害される。これらの核反応を阻害する物質を中性子毒と言う。